# Lekce Faust
Lekce Faust (txec: Lliçó Faust) és una pel·lícula d’acció i animació del 1994 dirigida i escrita per Jan Švankmajer. Una coproducció internacional entre la República Txeca, França, el Regne Unit, els Estats Units i Alemanya, la pel·lícula combina imatges d'acció en directe amb animació stop-motion, incloent titelles i animació de plastilina.
Produïda per Jaromír Kallista, la pel·lícula no relata la llegenda de Faust amb precisió segons l'original, sinó que pren en préstec i barreja elements de les obres de teatre de Goethe (1808–1832), i Marlowe (circa 1592–1593), amb interpretacions populars tradicionals. Té elements de modernisme i absurdisme, i té una atmosfera kafkiana, potenciada pel fet d'estar ambientada a Praga. El to és fosc, però humorístic. La pel·lícula va ser seleccionada com a entrada txeca per la millor pel·lícula en llengua estrangera als Premis Oscar de 1994, però no va ser acceptada com a nominada.

## Argument
La història comença als carrers de Praga en un matí gris ocupat de viatgers. Una figura incolora (Petr Čepek) emergeix d'una estació de metro. De camí a casa, l'home es troba amb dos homes repartint volants. És un mapa de la ciutat amb una ubicació marcada. S'arronsa d'espatlles i la descarta, tornant al seu allotjament. Quan obre la porta, surt corrent un gall negre. L'home s'asseu a menjar, tallant-se una llesca de pa. Descobreix un ou amagat dins del pa. L'obre, però està buit. De cop s'apaguen els llums i puja el vent. Es llancen objectes per l'habitació. La commoció cessa; l'home va a la finestra i mira cap avall on els dos homes d'abans el miren. Un d'ells aguanta el gall. L'home tanca la persiana i torna a la taula, on troba el mapa i traça la ubicació marcada amb el seu propi mapa de la ciutat.
L'endemà, va al lloc indicat i s'endinsa en un edifici en ruïnes just quan un home se'n surt corrent amb por. Continua cap a l'interior i baixa a un vestidor, on troba un guió carbonitzat, una túnica brodada amb segells, pintura greixosa, una perruca amb barba i una gorra. Assegut, es dirigeix a si mateix com "Faust" i es parla a si mateix (les primeres paraules pronunciades a la pel·lícula) la declaració inicial d'intencions de Faust per seguir la màgia negra.
Quan s'assenyala el teló d'obertura, Faust es troba a l'escenari, una actuació a punt de començar. Arrancant el seu vestit, trenca el teló de fons de l'escenari fins a una volta on es revela el laboratori d'un alquimista; amb l'ajuda d'un llibre d'encanteris, dona vida a un nen d'argila que creix horriblement a la seva pròpia imatge abans d'aixafar-lo. Avisat per un àngel marioneta que no experimenti més, però animat per un dimoni a fer el que vulgui, és enviat per un missatger de fusta a una reunió de cafè amb els dos homes del plànol, identificats com "Cornelius" i "Valdés", que li dona un maletí d'aparells màgics. Tornant a la volta, els utilitza per convocar a Mefisto, oferint a Llucifer la seva ànima a canvi de 24 anys d'autoindulgència.
En un altre cafè, Faust és entretingut per Cornelius i Valdés, que proporcionen una font de vi des d'una taula. Observa com un vagabund, que porta una cama humana tallada, és molestat per un gran gos negre fins que llança la extremitat al riu. Faust troba una clau al seu menjar, l'utilitza en una persiana de la façana de la botiga i és arrossegat de tornada a l'escenari esperant els traçadors. Imita una escena de l'òpera de Gounod, en què Mefisto torna i el pacte amb Llucifer se signa amb sang. Després de l'interval, Faust visita Portugal per demostrar els seus poders sobrenaturals al rei: quan una reposició sol·licitada del concurs de David i Goliat és mal rebuda, ofega tota la cort portuguesa.
Faust es distreu del penediment per Helena de Troia, a qui sedueix abans d'adonar-se que és un dimoni de fusta disfressat. Llucifer arriba abans del que s'esperava per reclamar la seva ànima, i Faust es precipita des del teatre espantat, trobant-se a un nouvingut a la porta mentre irromp al carrer. És abatut per un cotxe vermell, i Cornelius i Valdés miren divertits com un vagabund s'emporta una cama tallada del lloc de l'accident. Un policia revisa el cotxe, però està sense conductor.

## Repartiment
- Petr Čepek – Faust
- Jan Kraus – Cornelius
- Vladimír Kudla – Waldes
- Antonin Zacpal – Ancià
- Jiří Suchý – Kašpar
- Andrew Sachs – Totes les veus al doblatge anglès

## Producció
La pel·lícula és el segon llargmetratge de Švankmajer. Va ser rodat al Ciutat Vella de Praga.

## Recepció
Faust va rebre crítiques positives de la crítica. Al lloc web de l'agregador de ressenyes Rotten Tomatoes, té una puntuació del 73% basada en 11 ressenyes, amb una puntuació mitjana de 6,80/10.

### Reconeixement
La pel·lícula es va projectar a la secció Un Certain Regard del 47è Festival Internacional de Cinema de Canes, al 4è Festival de Cinema d’Animació de Kecskemét on va guanyar el Premi del Públic Adult ambé va guanyar el Premi de la Crítica Txeca a la millor pel·lícula d'animació, i tres Lleons txecs, mentre que va ser nominat a quatre més. Al 29è Festival Internacional de Cinema de Karlovy Vary, va ser nominat per al Globus de Cristall i va guanyar el Jurat Especial Premi.